# آن مورا
آن مورا (بالإنجليزية: Ann Moura)‏ هي كاتِبة أمريكية، ولدت في 20 أغسطس 1947.